# Turckheim
Turckheim (tysk: Türkheim) er en by og kommune i departementet Haut-Rhin i den franske region Alsace.

Turckheim er en af byerne på Vinruten i Alsace.